# Fizikai Díj
A Fizikai Díjat dr. Hegedüs Zoltán kezdeményezésére és pénzbeli hozzájárulásával 1988-ban alapították, a Magyar Tudományos Akadémia Elnöksége és az a Matematikai és Fizikai Tudományok Osztálya előterjesztése alapján. A díj alapításának célja a magyar fizikai tudomány és kutatások fejlesztése, illetve a fiatal kutatók tudományos és szakmai ösztönzése. A díj pénzügyi fedezetét az alapításkor Dr. Hegedüs Zoltán fizikus, az MTA Atommagkutató Intézet, az MTA Izotóp Intézet, az MTA Központi Fizikai Kutatóintézet felajánlása képezte.
A díjakkal a fizika területén kiemelkedő tudományos eredményeket elért kutatókat jutalmazzák. Jelenleg a Fizikai díjat a Fizikai Tudományok Osztálya felügyeli, átadására minden év tavaszán a MTA Közgyűléséhez kapcsolódó tudományos ülésszakon a „Fizika fejlődési irányai” előadássorozat alkalmával kerül sor. A Fizikai Díj minden évben három személy számára odaítélhető, míg a Fizikai Fődíjjal minden évben egy személy jutalmazható.

## Kitüntetettek[3]
| Év   | Fizikai Fődíj              | Fizikai Díj                                                                                                   |
| ---- | -------------------------- | --- |
| 1988 | Csongor Éva                | Kiss Ádám, Kirschner István, Rácz Zoltán                                                                      |
| 1989 | Erő János                  | Angeli István, Kondor Imre                                                                                    |
| 1990 | Koltayné Gyarmati Borbála  | Patkós András, Rácz Béla, Szlachányi Kornél                                                                   |
| 1991 | Fényes Tibor               | Fodor Zoltán, Károlyházy Frigyes, Szabó Gábor,                                                                |
| 1992 | Bencze Gyula               | Janszky József, Berecz István, Tél Tamás                                                                      |
| 1993 | Koltay Ede                 | Geszti Tamás, Csikor Ferenc, Gergely György                                                                   |
| 1994 | Bakos József               | Perjés Zoltán, Wojnarovich Ferenc                                                                             |
| 1995 | Ladányi Károly             | Györgyi Géza, Lukács Béla                                                                                     |
| 1996 | Janszky József             | Iglói Ferenc, Kriza György, Virosztek Attila                                                                  |
| 1997 | Bata Lajos                 | Osvay Károly, Horváth László                                                                                  |
| 1998 | Kovács István              | Pászti Ferenc, Váró György                                                                                    |
| 1999 | Pálla Gabriella            | Balog János, Csordás András, Menyhárd Miklós (megosztva) Barna Árpád (megosztva)                              |
| 2000 | Farkas Győző               | Csörgő Tamás, Gránásy László, Molnár Gábor (megosztva), Tárkányi Ferenc (megosztva), Sudár Sándor (megosztva) |
| 2001 | Tompa Kálmán               | Kolláth Zoltán, Lévai Péter, Trócsányi Zoltán                                                                 |
| 2002 | Dézsi István               | Dér András, Kamarás Katalin, Vattay Gábor                                                                     |
| 2003 | Vincze Imre                | Papp Gábor, Sütő András, Ungár Tamás                                                                          |
| 2004 | Szeidl Béla                | Domokos Péter, Nagy Ágnes, Sasvári László                                                                     |
| 2005 | Szépfalusyné Menyhárd Nóra | Kemény Tamás, Wolf György, Zimányi László                                                                     |
| 2006 | Fazekas Patrik             | Derényi Imre, Fülöp Zsolt, Petrovay Kristóf                                                                   |
| 2007 | Gergely György             | Krasznahorkay Attila, Szabó György, Zaránd Gergely                                                            |
| 2008 | Geszti Tamás               | Buka Ágnes, Sulik Béla, Groma Géza                                                                            |
| 2009 | Ungár Tamás                | Fehér László, Penc Karlo, Oszlányi Gábor                                                                      |
| 2010 | Nagy Dénes Lajos           | Kun László, Siklér Ferenc, Szunyogh László                                                                    |
| 2011 | Heibling János             | Donkó Zoltán, Pavelka Tibor, Dombrádi Zsolt (megosztva), Nyakó Barna (megosztva)                              |
| 2012 | Radnóczi György            | Bajnok Zoltán, Pusztai Tamás, Kövér Ákos (megosztva), Ricz Sándor (megosztva)                                 |
| 2013 | Palla László               | Cserti József, Simon Ferenc                                                                                   |
| 2014 | Iglói Ferenc               | Kézsmárki István, Kovács Tamás György                                                                         |
| 2015 | Lendvai János              | Hartmann Péter                                                                                                |
| 2016 | Szabó György               | Kun Mária, Jakovác Antal, Tapasztó Levente                                                                    |
| 2017 | Groma István               | Solnoki Attila, Barnaföldi Gergely Gábor                                                                      |
| 2018 | Szabados László Benő       | Dóra Balázs, Szabó Róbert                                                                                     |
| 2019 | Fülöp Zsolt                | Dombi Péter, Halbritter András, Vértesi Tamás                                                                 |
| 2020 | Balog János                | Csonka Szabolcs, Szipőcs Róbert, Vankó György                                                                 |
| 2021 | Tél Tamás                  | Kunné Sohler Dorottya, Nemes-Incze Péter                                                                      |
| 2022 | Forgács Péter              | Horváth Róbert, Kormos Márton, Varjú Katalin                                                                  |
| 2023 | Szolnoki Attila            | Bordács Sándor, Kiss Gábor Gyula, Pozsgay Balázs                                                              |
| 2024 | Kürti Jenő                 | Asbóth János, Pásztor Gabriella, Szöllősi Gergely                                                             |